# La Vie sans principe (film)
Pour le livre de Henry David Thoreau, voir La Vie sans principe.
Pour plus de détails, voir Fiche technique et Distribution.
La Vie sans principe (夺命金, Duó Mìng Jīn, "L'or s'empare de votre vie") est un film hongkongais, réalisé par Johnnie To, sorti en 2011.

## Synopsis
Teresa, employée de banque ordinaire, incite ses clients à faire des investissements risqués pour remplir ses objectifs financiers. Panther, escroc à la petite semaine, plonge dans le monde de la spéculation boursière dans l’espoir de gagner facilement de l'argent pour payer la caution d’un de ses amis qui rencontre quelques soucis avec la justice. Enfin, l’inspecteur Cheung est un flic honnête. Jusque-là satisfait de son modeste train de vie, il a tout à coup un besoin d’argent criant lorsque sa femme verse un acompte pour acheter un appartement luxueux au-dessus de leurs moyens. Tout sépare ces trois personnages jusqu’à ce que leur rapport à l’argent – et un mystérieux sac contenant cinq millions de dollars volés – les poussent à prendre des décisions cruciales malgré leurs cas de conscience. Trois vies bouleversées par le monde turbulent de Hong Kong, en plein marasme économique et financier.

## Fiche technique
- Titre original : 夺命金, Duó Mìng Jīn
- Titre international : Life Without Principle
- Titre français : La Vie sans principe
- Réalisation : Johnnie To
- Scénario : Yau Nai-hoi et Yip Tin-shing
- Pays d'origine : Hong Kong
- Format : Couleurs - 35 mm - 2,35:1 - Dolby Digital
- Genre : Film dramatique, Thriller
- Durée : 107 minutes
- Date de sortie : 2011

## Distribution
- Lau Ching-wan : Panther
- Richie Ren : inspecteur Cheung
- Denise Ho : Teresa
- Terence Yin : M. Sung
- Felix Wong : Sum
- Cheung Siu-fai : Wah
- Ng Chi-hung : frère B
- Lee Siu-kei : frère 4